# Лобода Віктор Васильович
Ві́ктор Васи́льович Лобода́ (нар. 18(30) січня 1824, Миколаїв — 7(19) березня 1889, Санкт-Петербург) — український письменник, етнограф, громадський і політичний діяч. Член Полтавської «Громади». Чоловік письменниці Стефанії Лободи.

## Життєпис
Віктор Васильович Лобода походив із давнього козацько-дворянського роду. Закінчив 1843 року Петербурзький інститут шляхів сполучень. У 1843—1855 роках керував інженерними роботами під час прокладання залізниць в Україні та Білорусі. Пізніше був начальником телеграфних станцій кількох міст, зокрема у 1859—1861 роках — Полтави.
Лобода належав до активних діячів Полтавської громади, брав участь у відкритті недільних шкіл, жіночої гімназії, організації публічних читань українською мовою тощо.
1862 року був арештований за участь у підпільній революційній організації (влилась у «Землю і волю») й «українську пропаганду». Того ж 1862 року російська влада заарештувала ще кількох активних членів «Громад»: Павла Чубинського, Олександра Кониського, Петра Єфименка, Степана Носа.
Від 30 вересня до 31 грудня Лобода утримувався у Петропавловській фортеці. Згодом засланий у місто Красноуфимськ Пермської губернії без права повернутися в Україну.
Звільнившись, довгі роки працював за межами батьківщини. Від 1865 року працював у соляному управлінні. 1868 року переїхав у Воронеж і був звільнений від поліційного нагляду, однак без права повертатися в Україну. 1875 року в чині колезького асесора поступив на службу в Міністерство шляхів сполучення.

## Творчість
Автор комедії «Пройдисвіт-шкубент» (1857). Матеріали етнографічної експедиції по Дністру лягли в сюжетну основу збірок оповідань і нарисів «Записки інженера» (1856—1857), «Вечір двох сусідських хаток м. Бельця» (1857).
Соціальну та правову нерівність різних суспільних верств Лобода розкрив у нарисі «Сортування людей при вході до церкви» (1861) .
До питань української історії і культури, права українського народу на розвиток національної мови й освіти письменник привернув увагу в «Листах до видавця» (1857—1859), науково-публіцистичних статтях «Про байдужість нашу до власної народності» (рос. «О равнодушии нашем к собственной народности») та «Про викладання українською мовою» (обидві — 1861).
Автор спогадів про Тараса Шевченка (публікувалися в «Киевской Старине»).
Значна частина творів Лободи лишилася неопублікованою.